# Horben
Horben è un comune tedesco di 1 074 abitanti, situato nel land del Baden-Württemberg.